# 范國淳
范國淳（1926年8月31日—2023年8月18日）是原越南共和國陸軍中將。在參軍之前，他曾是法國殖民政府的公務員。

## 生平
范國淳1926年8月31日出生於越南北部河東省的一個富裕家庭，父親是公務員。

## 1975年
4月2日，他隨第二軍和第二軍區司令部撤離芽庄，返回西貢。1975年4月29日深夜，撤離西貢到由海軍中校丁孟雄（1938年出生，畢業於芽莊海軍軍官學校第11期）擔任艦長的HQ-2“陳光啟”巡洋艦上。